# Bosham
Bosham è un villaggio con status di parrocchia civile dell'Inghilterra sud-orientale, facente parte della contea del West Sussex e del distretto di Chichester.

## Geografia
Bosham si trova all'interno della baia di Chichester, disponendo quindi di un porto naturale. L'abitato sorge su una piccola penisola all'interno della baia stessa. La baia è soggetta a maree molto accentuate, e alcune sezioni particolarmente basse del villaggio vengono di frequente sommerse.

## Storia
Bosham è abitato sin dai tempi dei Romani, e leggende locali dicono che l'imperatore Vespasiano avrebbe avuto una villa nei pressi del villaggio, allora una città. Vi era un importante porto romano, e un'enorme testa di Traiano di 170 kg è stata rinvenuta nel XIX secolo in una casa vicina alla costa, probabilmente unico resto di una colossale statua dell'imperatore posta all'imboccatura del porto. Beda il Venerabile menziona il villaggio di Bosanham (antico nome di Bosham) come sede di un monastero, asserendo però che i monaci non fossero particolarmente apprezzati dai locali pagani. La zona venne definitivamente evangelizzata solo da san Vilfrido di York nella seconda metà del VII secolo. Il primo edificio di culto, l'Holy Trinity Church, vi sorse attorno all'VIII secolo, eretto forse sui resti di un'antica basilica romana.
Il villaggio fu importante soprattutto in epoca anglosassone (VI-XI secolo): costituiva uno dei centri del potere della dinastia di Godwin, e re Aroldo II d'Inghilterra vi possedeva una residenza. Viene anche identificato da alcuni come l'ambientazione della leggenda di Canuto e la marea. Un'altra leggenda narra che una delle figlie di Canuto I d'Inghilterra annegò nel 1020 in un vicino torrente, il Brook Stream, venendo seppellita in una tomba nella locale chiesa. In effetti nel 1865 venne rinvenuta nei sotterranei dell'edificio una tomba del periodo anglosassone, che conteneva resti umani compatibili con quelli di un bambino.

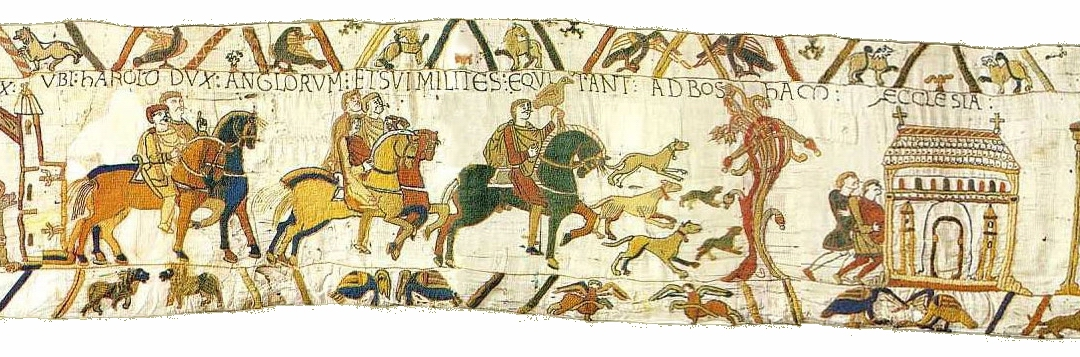
Aroldo duca degli inglesi e il suo esercito cavalcano alla chiesa di Bosham (arazzo di Bayeux)

La menzione più importante di Bosham nella storiografia è senza dubbio quella nell'arazzo di Bayeux, che raffigura la partenza di Harold Godwinson (il futuro Aroldo II) dal villaggio per recarsi in Normandia da Guglielmo il Bastardo. Altre leggende affermano che il corpo di Aroldo, morto alla battaglia di Hastings, sia stato anch'esso seppellito nella chiesa di Bosham.
Dopo la conquista normanna dell'Inghilterra Bosham continuò a costituire un'importante feudo, comparendo nel Domesday Book come proprietà del vescovo Osbern FitzOsbern. Nei secoli successivi perse gradualmente d'importanza, rimanendo comunque un centro di riferimento della pesca delle ostriche.
Nel 2013 a Bosham si verificò un efferato caso di omicidio, risolto solo nel 2019.

## Monumenti e luoghi d'interesse
- Chiesa della Santissima Trinità. Si tratta del principale edificio presente a Bosham. In precedenza edificio religioso cattolico poi divenuto anglicano.[1] L'edificio è estremamente antico e le sue sezioni più vecchie risalgono all'epoca anglosassone.